# Лауреати Державної премії України в галузі освіти (2017)
Державна премія України в галузі освіти — лауреати 2017 року.
На підставі подання Комітету з Державної премії України в галузі освіти Президент України Порошенко Петро Олексійович видав Указ № 374/2017 від 18 листопада 2017 року «Про присудження Державних премій України в галузі освіти 2017 року».
На 2017 рік розмір Державної премії України в галузі освіти склав 117 тис. гривень кожна.

## Лауреати Державної премії України в галузі освіти 2017 року
| Номінація: премійована робота | Лауреати                        | Коротко про лауреата |
| --- | ------------------------------- | --- |
| Дошкільна і позашкільна освіта: за наукову роботу «Науково-освітній Інтернет-портал "Тарас Григорович Шевченко" (www.kobzar.ua)                | Андрущенко Тетяна Іванівна      | доктор філософських наук, професор, завідувач кафедри етики та естетики Національного педагогічного університету імені М.П. Драгоманова                                                                               |
| Дошкільна і позашкільна освіта: за наукову роботу «Науково-освітній Інтернет-портал "Тарас Григорович Шевченко" (www.kobzar.ua)                | Гальченко Сергій Анастасійович  | кандидат філологічних наук, заступник директора з наукової та видавничої діяльності Інституту літератури ім. Т.Г. Шевченка Національної академії наук України, заслужений працівник культури України                  |
| Дошкільна і позашкільна освіта: за наукову роботу «Науково-освітній Інтернет-портал "Тарас Григорович Шевченко" (www.kobzar.ua)                | Глоба Лариса Сергіївна          | доктор технічних наук, професор, завідувач кафедри інформаційно-телекомунікаційних мереж Національного технічного університету України "Київський політехнічний інститут імені Ігоря Сікорського"                     |
| Дошкільна і позашкільна освіта: за наукову роботу «Науково-освітній Інтернет-портал "Тарас Григорович Шевченко" (www.kobzar.ua)                | Гончар Андрій Володимирович     | провідний інженер Національного центру "Мала академія наук України" |
| Дошкільна і позашкільна освіта: за наукову роботу «Науково-освітній Інтернет-портал "Тарас Григорович Шевченко" (www.kobzar.ua)                | Копійка Олег Валентинович       | доктор технічних наук, провідний науковий співробітник Інституту телекомунікацій і глобального інформаційного простору Національної академії наук України                                                             |
| Дошкільна і позашкільна освіта: за наукову роботу «Науково-освітній Інтернет-портал "Тарас Григорович Шевченко" (www.kobzar.ua)                | Кудляк Віктор Михайлович        | старший науковий співробітник Національного центру "Мала академія наук України", заслужений працівник культури України                                                                                                |
| Дошкільна і позашкільна освіта: за наукову роботу «Науково-освітній Інтернет-портал "Тарас Григорович Шевченко" (www.kobzar.ua)                | Ляшук Костянтин Володимирович   | аспірант Інституту телекомунікацій і глобального інформаційного простору Національної академії наук України |
| Дошкільна і позашкільна освіта: за наукову роботу «Науково-освітній Інтернет-портал "Тарас Григорович Шевченко" (www.kobzar.ua)                | Семенюк Григорій Фокович        | доктор філологічних наук, професор, директор Інституту філології Київського національного університету імені Тараса Шевченка, заслужений діяч науки і техніки України                                                 |
| Дошкільна і позашкільна освіта: за наукову роботу «Науково-освітній Інтернет-портал "Тарас Григорович Шевченко" (www.kobzar.ua)                | Стрижак Олександр Євгенійович   | доктор технічних наук, заступник директора з наукової роботи Національного центру "Мала академія наук України" |
| Дошкільна і позашкільна освіта: за наукову роботу «Науково-освітній Інтернет-портал "Тарас Григорович Шевченко" (www.kobzar.ua)                | Трофимчук Олександр Миколайович | доктор технічних наук, професор, член-кореспондент Національної академії наук України, директор Інституту телекомунікацій і глобального інформаційного простору НАН України, заслужений діяч науки і техніки України; |
| Вища освіта: за роботу "Науково-теоретичні, методичні та технологічні аспекти комплексної ІТ - підтримки діяльності інноваційного університету | Васильєв Анатолій Васильович    | кандидат технічних наук, професор, ректор Сумського державного університету, заслужений працівник освіти України |
| Вища освіта: за роботу "Науково-теоретичні, методичні та технологічні аспекти комплексної ІТ - підтримки діяльності інноваційного університету | Довбиш Анатолій Степанович      | доктор технічних наук, професор, завідувач кафедри комп’ютерних наук Сумського державного університету |
| Вища освіта: за роботу "Науково-теоретичні, методичні та технологічні аспекти комплексної ІТ - підтримки діяльності інноваційного університету | Зубань Юрій Олександрович       | кандидат технічних наук, доцент, директор організаційно-методичного центру технологій електронного навчання Сумського державного університету                                                                         |
| Вища освіта: за роботу "Науково-теоретичні, методичні та технологічні аспекти комплексної ІТ - підтримки діяльності інноваційного університету | Іванець Сергій Анатолійович     | кандидат технічних наук, доцент, декан факультету електронних та інформаційних технологій Чернігівського національного технологічного університету                                                                    |
| Вища освіта: за роботу "Науково-теоретичні, методичні та технологічні аспекти комплексної ІТ - підтримки діяльності інноваційного університету | Казимир Володимир Вікторович    | доктор технічних наук, професор, проректор з наукової роботи Чернігівського національного технологічного університету                                                                                                 |
| Вища освіта: за роботу "Науково-теоретичні, методичні та технологічні аспекти комплексної ІТ - підтримки діяльності інноваційного університету | Литвинов Віталій Васильович     | доктор технічних наук, професор, завідувач кафедри інформаційних технологій та програмної інженерії Чернігівського національного технологічного університету                                                          |
| Вища освіта: за роботу "Науково-теоретичні, методичні та технологічні аспекти комплексної ІТ - підтримки діяльності інноваційного університету | Любчак Володимир Олександрович  | кандидат фізико-математичних наук, доцент, проректор з науково-педагогічної роботи Сумського державного університету                                                                                                  |
| Вища освіта: за роботу "Науково-теоретичні, методичні та технологічні аспекти комплексної ІТ - підтримки діяльності інноваційного університету | Шкарлет Сергій Миколайович      | доктор економічних наук, професор, ректор Чернігівського національного технологічного університету, заслужений діяч науки і техніки України                                                                           |